# Awtodor Saratow
Awtodor Saratow (russisch Автодо́р Сара́тов) ist ein Basketballverein aus dem russischen Saratow. Er spielt zurzeit (2017/18) in der VTB United League.

## Geschichte
Der Klub wurde Anfang der 1960er Jahre als Spartak gegründet. Später erfolgte eine Umbenennung in Awtodoroschnik Satarow. Erst 1990 gelang der Mannschaft der Aufstieg in die höchste Liga der UdSSR. Gleich bei der ersten Austragung der russischen Meisterschaft belegt Awtodoroschnik den dritten Platz. Zwei Jahre später wird sogar der zweite Platz erreicht. In den 1990er Jahren ist Awtodor die einzige Mannschaft in Russland, der es gelingt ZSKA Paroli zu bieten. In den Jahren 1997 und 1998 gewann Awtodor, wie sich die Mannschaft seit 1996 nannte, sogar die reguläre Saison der nationalen Meisterschaft, unterlag jedoch ZSKA in den Play-offs. Seit der Saison 1992/93 war Saratow 12 Jahre lang ununterbrochen in verschiedenen europäischen Pokalwettbewerben vertreten. Die ersten nennenswerte Erfolge waren das Erreichen der dritten Runde im Korać-Cup 1992/93 und 1995/96. Nachdem Awtodor in der Saison 1997/98 im FIBA Eurocup das Halbfinale erreicht hatte, startete die Mannschaft in der Saison 1998/99 sogar im Europapokal der Landesmeister. Es gelang ihr jedoch nicht die Gruppenphase zu überstehen. Wegen der Probleme mit der Finanzierung der Mannschaft und aufgrund der privaten Konflikte mit dem damaligen Gouverneur von Satarow, beschloss der langjährige Präsident (seit 1982) Wladimir Rodionow den Umzug des Teams nach St. Petersburg. Die komplette Mannschaft und die Lizenz sind auf Dynamo St. Petersburg übergegangen. Dieser Klub existierte nur drei Jahre und gewann in dieser Zeit unter David Blatt als Trainer den FIBA Eurocup. Awtodor Saratow wurde zum Beginn der Saison 2004/05 im russischen Ligasystem in der Superliga B eingestuft. Nach nur einem Jahr stieg der Klub freiwillig in die Höchste Liga B (4. Klasse) ab. In der Saison 2008/09 spielte Awtodor wieder in der Superliga B und gewann diese. Auf den Aufstieg in die Superliga A (nun 2. Klasse) wurde jedoch wegen fehlender Finanzierung verzichtet. Es folgte drei weitere Jahre in der Höchsten Liga (3. Klasse). Mit dem Wechsel des Gouverneurs in Saratow 2012 wurde auch die Frage der Finanzierung des Klubs neu geregelt. In der Saison 2012/13 trat Awtodor in der Superliga A an. Nachdem in der Saison 2013/14 die Superliga A gewonnen wurde, tritt Awtodor seit der Saison 2014/15 in der VTB United League und in verschiedenen europäischen Wettbewerben an.

### Saisonübersicht
| Saison  | National                | Platz         | Europa                      | Ergebnis          |
| ------- | ----------------------- | ------------- | --------------------------- | ----------------- |
| 1991/92 | Superleague Russland    | 3             | –                           | –                 |
| 1992/93 | Superleague Russland    |               | Korać-Cup                   | 3. Runde          |
| 1993/94 | Superleague Russland    | 2             | Korać-Cup                   | 2. Runde          |
| 1994/95 | Superleague Russland    |               | FIBA Europacup              | 1. Runde          |
| 1995/96 | Superleague Russland    | 3             | Korać-Cup                   | 3. Runde          |
| 1996/97 | Superleague Russland    | 2             | FIBA EuroCup                | Achtelfinale      |
| 1997/98 | Superleague Russland    | 2             | FIBA EuroCup                | Halbfinale        |
| 1998/99 | Superleague Russland    | 2             | FIBA EuroLeague             | Gruppenphase      |
| 1999/00 | Superleague Russland    | 6             | Saporta Cup                 | Gruppenphase      |
| 2000/01 | Superleague Russland    | 5             | Korać-Cup                   | Achtelfinale      |
| 2001/02 | Superleague Russland    | 5             | Korać-Cup                   | Achtelfinale      |
| 2002/03 | Superleague Russland    | 5             | FIBA Europe Champions Cup   | Gruppenphase      |
| 2003/04 | Superleague Russland    | 5             | FIBA Europe Cup             | Finale-Nordgruppe |
| 2004/05 | Superleague B Russland  | 11            | –                           | –                 |
| 2005–09 | Höchste Liga B Russland |               | –                           | –                 |
| 2010–12 | Höchste Liga Russland   |               | –                           | –                 |
| 2012–13 | Superleague Russland    | 6             | –                           | –                 |
| 2013–14 | Superleague Russland    | 1             | –                           | –                 |
| 2014–15 | VTB United League       | Viertelfinale | EuroChallenge               | Viertelfinale     |
| 2015–16 | VTB United League       | Viertelfinale | ULEB Eurocup                | 2. Gruppenphase   |
| 2016–17 | VTB United League       | 10. Platz     | Basketball Champions League | Pre-Play-off      |
| 2017–18 | VTB United League       |               | FIBA Europe Cup             | 1. Gruppenphase   |

## Erfolge
- Gewinn der regulären Saison der russischen Meisterschaft (2×): 1997, 1998
- Zweiter der russischen Meisterschaft (4×): 1994, 1997, 1998, 1999
- Dritter der russischen Meisterschaft (2×): 1992, 1996